# (2341) Аолута
(2341) Аолута (лат. Aoluta) — типичный астероид главного пояса, открыт 16 декабря 1976 года советским астрономом Людмилой Черных в Крымской астрофизической обсерватории и 8 февраля 1982 года назван в честь Астрономической обсерватории ЛГУ.

## Обнаружение и именование
(2341) Аолута
Открыт 16 декабря 1976 года в Научном Л. И. Черных.
Назван по случаю произошедшего в 1981 году столетия основания астрономической обсерватории Ленинградского университета. Первая часть названия является аббревиатурой этого учреждения.
Оригинальный текст (англ.)2341 Aoluta
Discovered 1976-12-16 by Chernykh, L. at Nauchnyj.
Named on the occasion of the centennial, in 1981, of the founding of the Astronomical Observatory of Leningrad University. The first part of the name is an acronym for that institution.
Источники: DISCOVERY.DB; M.P.C. 6648.

## Орбита

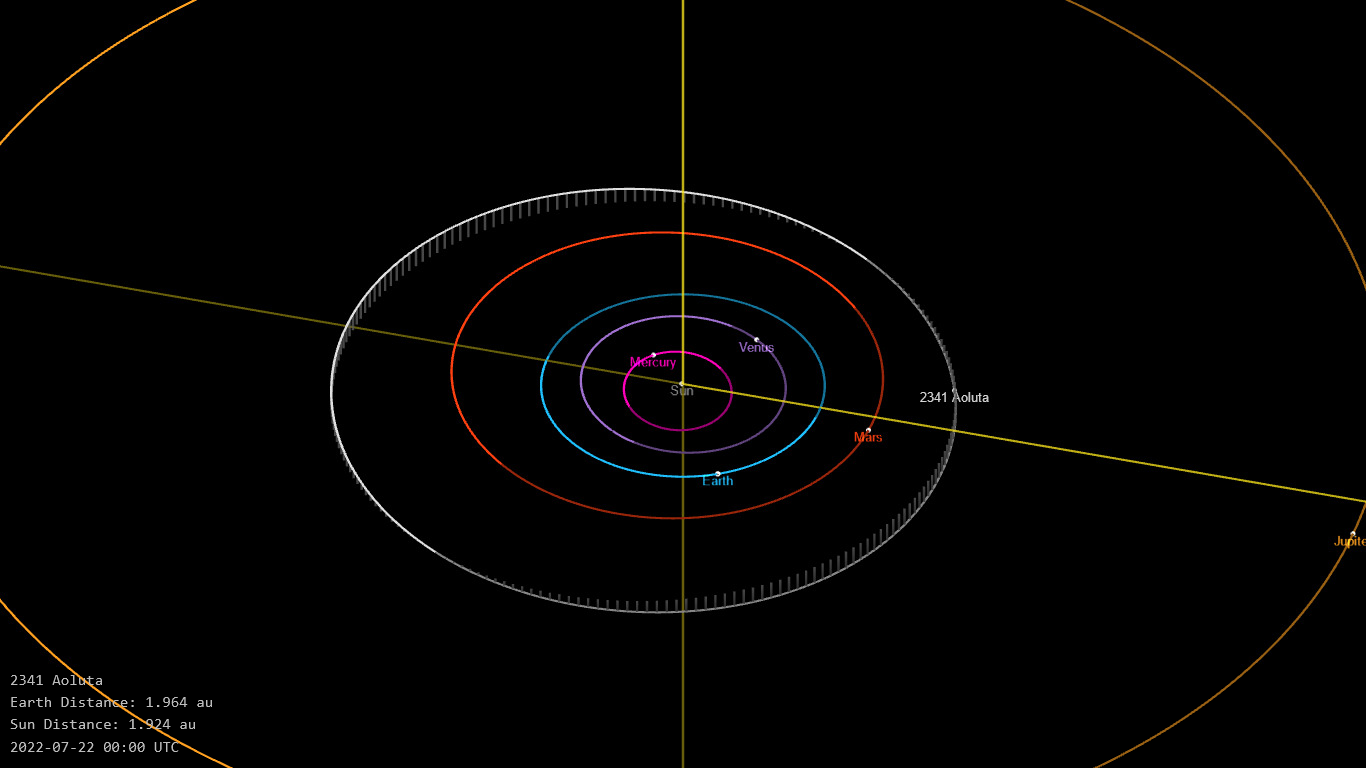
Орбита астероида Аолута и его положение в Солнечной системе

## Физические характеристики
Астероид относится к таксономическому классу S.
По результатам наблюдений в видимом и ближнем инфракрасном диапазоне космического телескопа NEOWISE диаметр астероида сначала оценивался равным 6,902±0,053 км, позже — 5,30±1,00 км, 6,504±0,092 км.
Согласно тем же источникам альбедо оценивается как 0,3759±0,0584, 0,36±0,16, 0,426±0,059.